# Прибутковий будинок Блюмберга
Прибутковий будинок Блю́мберга — пам'ятка архітектури місцевого значення в Одесі на розі вулиць Троїцька та Преображенська, охоронний номер 673-Од. Споруджений 1912 року архітекторами А. Мінкусом та В. Кундертом для одеського торговця Вольфа Блюмберга.

## Історія
Побудовано 1912 року за проєктом Адольфа Мінкуса та Володимира Кундерта. Ділянка, де було споруджено чотириповерхову будівлю належала торговцю мануфактурами Вольфу Блюмбергу.
Нині в будівлі працює Одеська обласна універсальна наукова бібліотека імені Михайла Грушевського.

## Галерея

Зовнішнє оздоблення
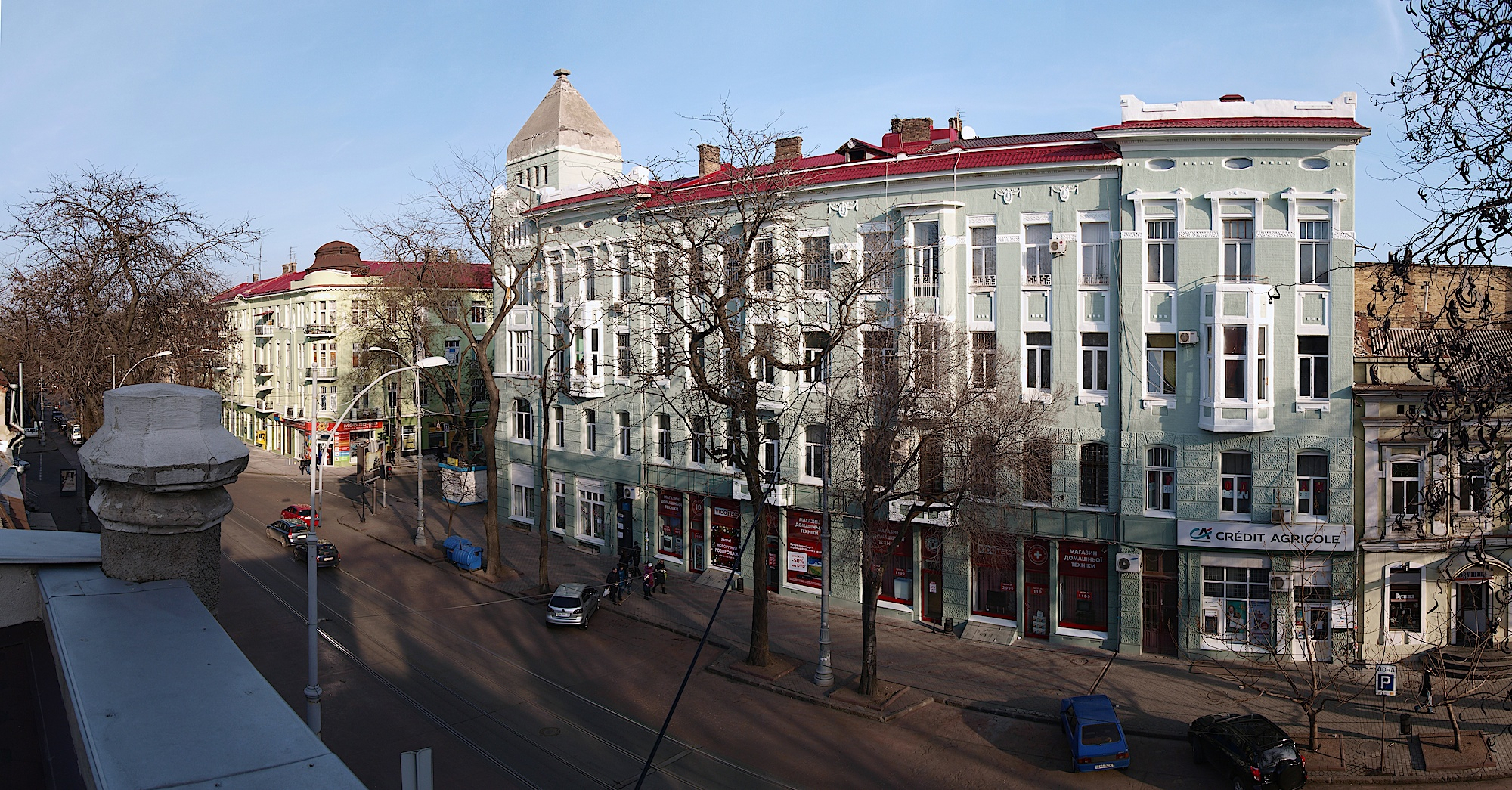
Фасад з вулиці Преображенська
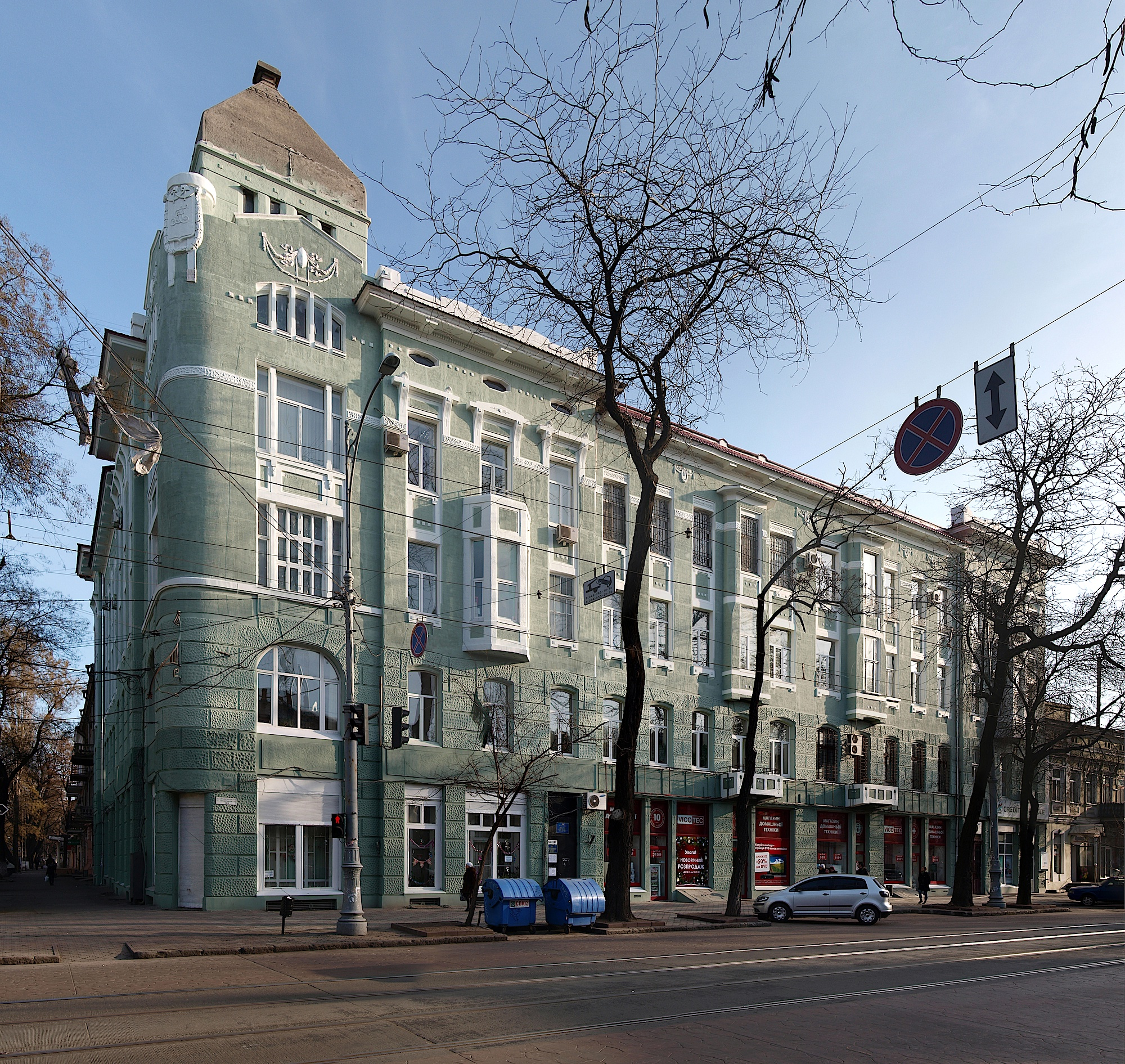
Фасад з вул. Новосельського кут вул. Преображенська

Внутрішнє оздоблення
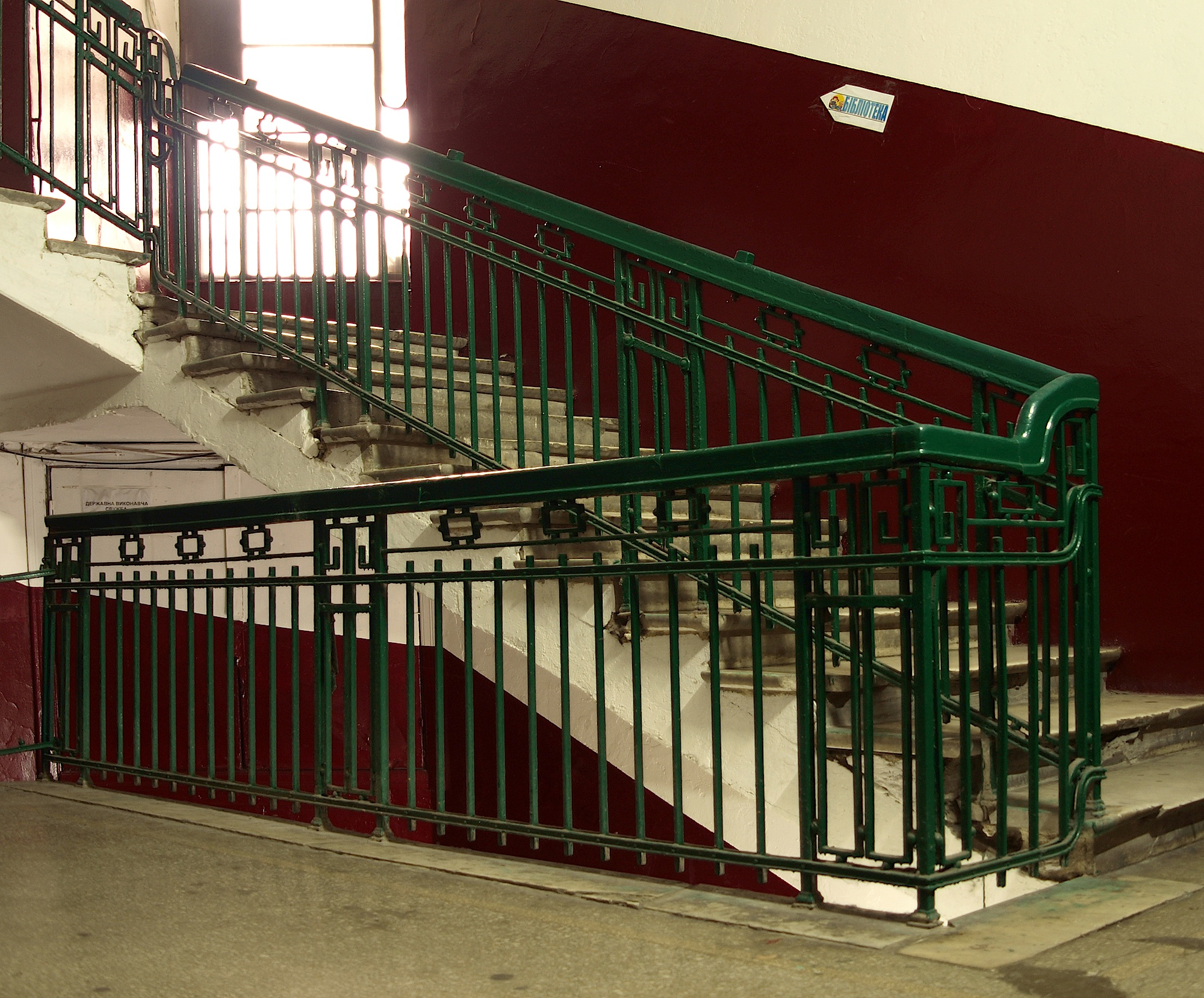